# Richmond (Maine)
Richmond é uma cidade  localizada no estado americano de Maine, no Condado de Sagadahoc.

## Demografia
Segundo o censo americano de 2000, a sua população era de 3298  habitantes.

## Localidades na vizinhança
O diagrama seguinte representa as localidades num raio de 24 km ao redor de Richmond.